# Marie von Malachowski-Nauen
Marie von Malachowski-Nauen (* 3. Mai 1880 in Hannover; † 9. Oktober 1943 in Kalkar) war eine deutsche Malerin des Rheinischen Expressionismus und Ehefrau des Künstlers Heinrich Nauen. Zu ihren Werken zählen Gemälde, Tuscharbeiten, Zeichnungen und druckgraphische Werke.

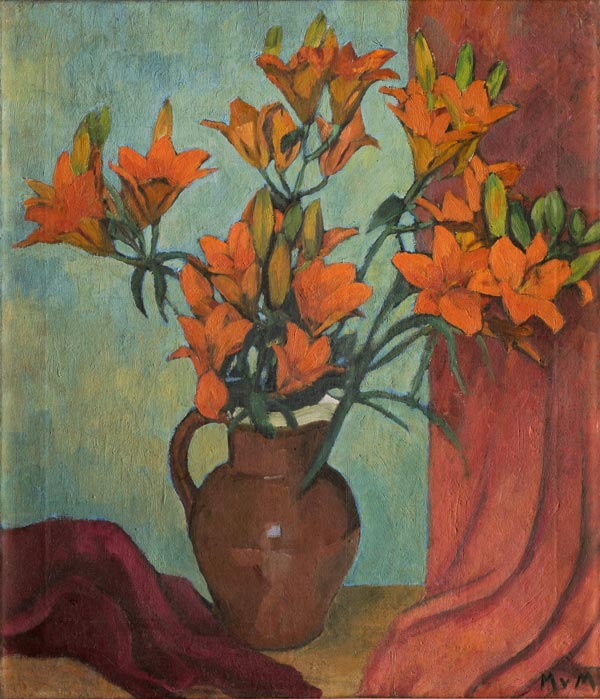
Feuerlilien, um 1912

## Leben und künstlerisches Schaffen

### Ausbildung; Aufenthalt in Berlin
Clara Anna Marie von Malachowski entstammt einer polnisch-stämmigen Adelsfamilie, die dann nach Preußen einwanderte und hier mehrere hohe Offiziere stellte. Ihre Eltern waren der kgl. preuß. Oberstleutnant i. G. Dobrogast von Malachowski (* 1846; † 1903) und dessen zweite Ehefrau Hedwig von Hake-Kleinmachnow (* 1846; † 1923), Tochter des Kleinmachnower Gutsherrn Karl von Hake und der Fransziska Klaatsch. Mit Amalie Ernestine von Malachowski (* 1787; † 1831) hatte schon eine Vorfahrin einen von Hake-Kleinmachnow geheiratet, eine Generation zuvor, Wilhelm von Hake (* 1760; † 1835). Der zeitweilige Wohnsitz, durch die Mutter, war somit das alte Hake-Gut in Kleinmachnow bei Potsdam, dann Dresden. Der Generalmajor Wilhelm von Malachowski und Griffa war ihr Großvater. Der General d. Art. Hans (Johannes) von Malachowski (* 1861; † 1951) war ihr Onkel. Der Generalleutnant Kurt von Malachowski und Griffa war ein Großonkel väterlicherseits.
Die Ausbildung begann 1899 an der privaten Kunstschule bei Wilhelm Claudius in Dresden. 1900 wechselte sie zu Leopold von Kalckreuth nach Stuttgart, wo sie 1902 den Kalckreuth-Meisterschüler Heinrich Nauen kennenlernte. Nach der Hochzeit unternahm das junge Paar 1905 eine Reise nach Paris und studierte dort einige Monate an der Académie Julian. 1906 wurde Berlin der erste gemeinsame Wohnsitz. Nach dem tragischen Tod des ersten Sohnes Heinrich kam 1908 Tochter Nora zur Welt. Künstlerisch trat Marie von Malachowski-Nauen in den Berliner Jahren nicht in Erscheinung.

### Leben auf Schloss Dilborn

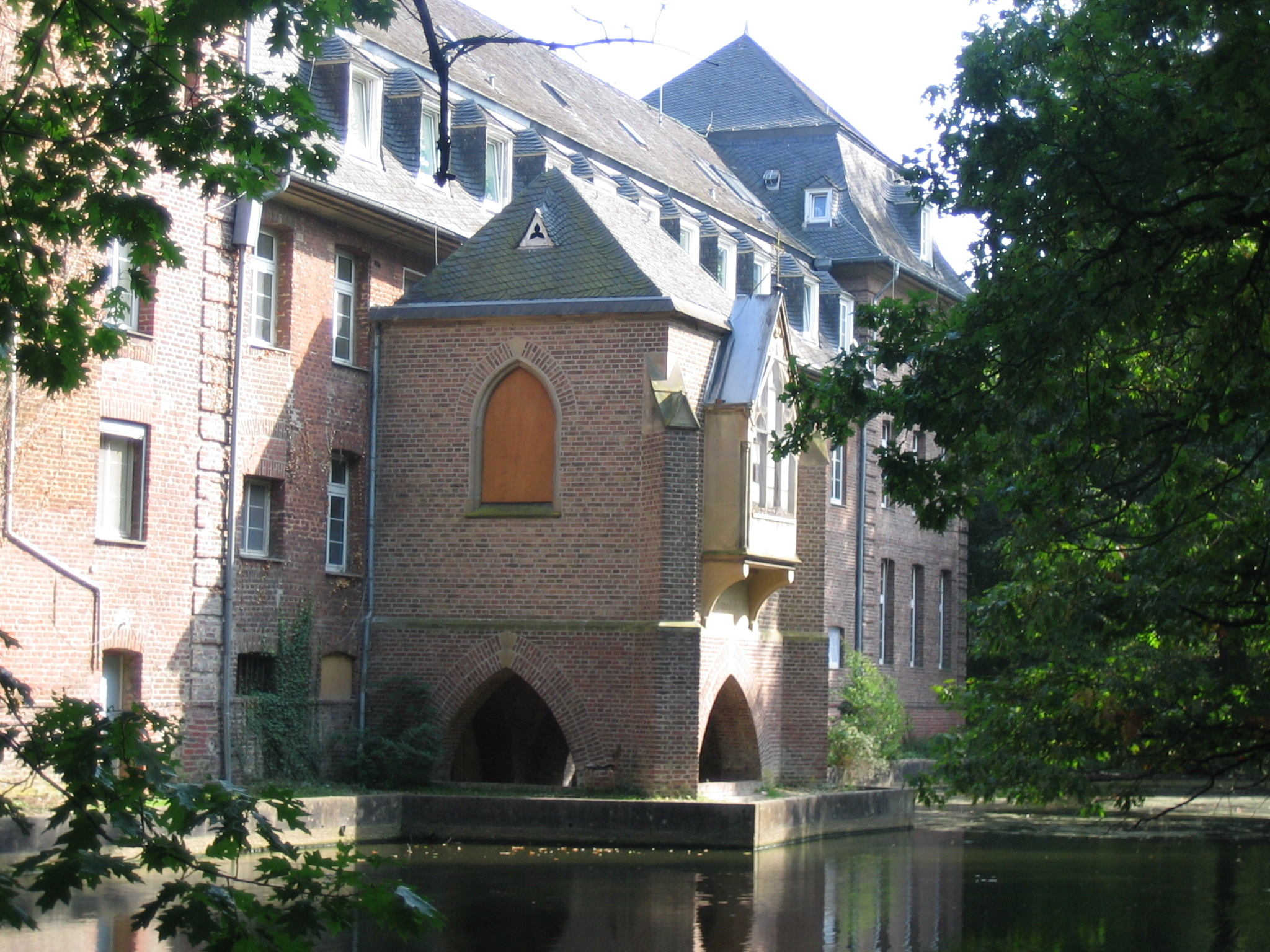
Schloss Dilborn

Mit dem Umzug nach Schloss Dilborn bei Brüggen 1911 begann im Jahr des aufblühenden Expressionismus für das Künstlerehepaar Nauen die erfolgreichste Schaffensperiode. Marie von Malachowski-Nauen, bildkünstlerisch und musikalisch gleichermaßen begabt, erfreute mit Schlossmusik ihre Besucher, zu denen Elisabeth und August Macke, Maria und Franz Marc (1911), Siddi und Erich Heckel (1914) zählten. Eine farbenfrohe Schaffensperiode begann für die Malerin. Der Erste Weltkrieg brachte finanzielle Sorgen. Eine Krankheit nach der Geburt des Sohnes Joachim 1916 und eine Ehekrise belasteten das künstlerische Schaffen, das erst um 1918 mit Bildern der Schloss-Rentei, Blumenstillleben und Porträts einen erneuten Aufbruch fand. Es folgte 1922/24 eine Serie von Holzschnitten philosophischen und religiösen Inhalts.
Ihr Mann Heinrich Nauen wirkte als Professor an der Düsseldorfer Kunstakademie. Da die Kinder ab 1925 das von Martin Luserke geleitete reformpädagogische Landschulheim Schule am Meer auf der Nordseeinsel Juist besuchten, wurde es in der Abgeschiedenheit des Dilborner Waldes etwas still um Marie von Malachowski-Nauen. In den letzten Schloss-Jahren war sie vor allem als Porträtistin tätig:
„Am besten ist die Malerin in ihren Bildnissen, unter denen die Kinderbildnisse einen hervorragenden Platz verdienen“, schrieb die Gelsenkirchener Zeitung am 1. Juli 1928 mit Blick auf eine Ausstellung „M. v. Malachowski – M. Zix“ in Gelsenkirchen.

### Letzte Jahre in Neuß und Kalkar
Mit dem Umzug nach Neuss 1931 trat eine Schaffenskrise ein. Nur wenige Werke entstanden. 1937 musste Marie von Malachowski-Nauen den Verlust von Bildern hinnehmen, die von den Nationalsozialisten als Entartete Kunst bezeichnet wurden. U.a. wurden 1937 in der Aktion „Entartete Kunst“ nachweislich vier ihrer expressionistischen Zeichnungen (Frau und Tod, Faun, Komposition und Landschaft) aus der Städtischen Kunstsammlung Gelsenkirchen beschlagnahmt und zerstört. 1938 zog das Ehepaar nach Kalkar. 1940 starb Heinrich Nauen. 1942 blühte ihre Schaffenskraft ein letztes Mal auf, vor allem in dem lyrischen Werk „Der Taubenturm in Kalkar unter blühenden Apfelbäumen“.
Marie von Malachowski-Nauen war als rheinische Expressionistin Mitglied des Jungen Rheinland, des Düsseldorfer Künstlerinnenverein und der Kölner GEDOK. Als Künstlerin signierte sie ihre Bilder mit MvM, vM, Marie von Malachowski oder Malachowski. Ihre Kunst lebt bis in die Gegenwart hinein vor allem von der Sprache und dem historischen Wert ihrer Kinder- und Frauenporträts; ihre Landschaften und Blumenstillleben bringen den rheinischen Expressionismus zum Ausdruck. Sie starb am 9. Oktober 1943 in Kalkar. Der Kreis Viersen ehrte das Lebenswerk des Künstlerehepaares 2006 mit einer Gedenkmedaille.

## Ausgewählte Werke

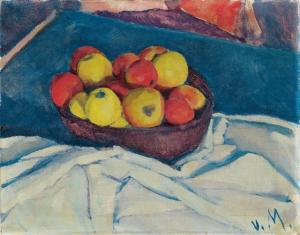
Schale mit Äpfeln

- Vase mit Kapuzinerkresse (um 1910). Privatbesitz, Düsseldorf
- Feuerlilien (um 1912). August-Macke-Haus, Bonn
- Kinderbildnis Carola Rassaerts (1912). Privatbesitz, Gerlingen
- Weg im Park (um 1912). August-Macke-Haus, Bonn
- Gladiolen in dunkler Vase (um 1915). Privatbesitz, Hilden
- Schwalmlandschaft (um 1918). Privatbesitz, Brüggen
- Renteigebäude (in 3 Versionen um 1918). Unter anderem: Galerie Remmert und Barth, Düsseldorf
- Feuerlilien in heller Vase (um 1919). Privatbesitz, Grevenbroich
- Kinderbildnis Irmgard Hackspiel (1919). Privatbesitz, Neustadt
- Frauenbildnis Katharina Smeets (um 1920). August-Macke-Haus, Bonn
- Kinderbildnis Mathilde Ix (1928). Sparkassenstiftung Krefeld. Dauerleihgabe Gemeinde Brüggen
- Mädchen in blauer Schürze (Öl auf Leinwand, 67,50 × 47,50 cm, 1928).[4] Städtisches Museum Abteiberg, Mönchengladbach
- Stillleben mit Zeitung und Obstschale (um 1928). Museum Katharinenhof, Kranenburg
- Weiße Lilien in gelber Vase (um 1941). Privatbesitz, Kleve
- Taubenturm in Kalkar unter blühenden Bäumen (1942). August-Macke-Haus, Bonn

## Einzelausstellungen
- 1998/99 August-Macke-Haus, Bonn
- 1999 Städtisches Museum Kalkar
- 2003 Schloss Dilborn

## Genealogie
- Hans Friedrich von Ehrenkrook, Friedrich Wilhelm Euler, Walter von Hueck: Genealogisches Handbuch des Adels. Adelige Häuser B (Briefadel) 1956. Band II, Band 12 der Gesamtreihe GHdA, Hrsg. Deutsches Adelsarchiv, C. A. Starke, Glücksburg (Ostsee) 1956, ISSN 0435-2408, S. 234 f.